# Salif Keita (malijski piłkarz)
Salif Keïta Traoré (ur. 8 grudnia 1946 w Bamako, zm. 2 września 2023 tamże) – malijski piłkarz, który występował na pozycji napastnika. W latach 1963–1972 reprezentant Mali.

## Kariera klubowa

### Początki w Mali
Salif Keita karierę zaczynał w zespołach juniorskich Stade Malien w 1960 roku, a w 1963 roku rozpoczął karierę profesjonalną w innym stołecznym klubie Realu Bamako.
W malijskiej ekstraklasie reprezentował barwy Stade Malien (1965–1966) i Realu Bamako (1963–1965 i 1966–1967), z którymi Keicie nie było dane cieszyć się z mistrzostwa, ale trzykrotnie zdobywał z nimi Puchar Mali (dwukrotnie z Realem Bamako, raz ze Stade Malien).

### Kariera we Francji
W 1967 roku, 20-letni Keita wyjechał do Francji grać w AS Saint-Étienne, z którym wygrywał trzy razy z rzędu (1968–1970) ligę francuską oraz dwa razy zdobył Puchar Francji w roku 1968 i 1970. W ostatnich dwóch sezonach w drużynie Les Verts, Salif Keita mimo imponującej liczby bramek strzelonych w lidze w tym okresie: 71 (42 w sezonie 1970/1971, 29 w sezonie 1971/1972), nie zdobył już z tą drużyną żadnych trofeów, ale w 1970 roku wygrał plebiscyt na najlepszego piłkarza Afryki.
Latem 1972 roku, po pięciu latach gry w Saint-Étienne, Keita przeniósł się do Olympique Marsylia. Klub później próbował zmusić Keitę do przyjęcia obywatelstwa francuskiego. Ponieważ temu się sprzeciwił, w 1973 roku, po roku pobycie w Marsylii przeniósł się na Półwysep Iberyjski.

### Kariera na Półwyspie Iberyjskim
W 1973 roku, przeniósł się do hiszpańskiej Valencii. Hiszpańskie gazety zostały oskarżone o rasizm wobec Keity, których tytuły gazet brzmiały: Valencia miała kupić Niemców i wraca z czarnym, ale kibice bardzo uwielbiali Keitę, który w swoim debiucie strzelił dla Valencii dwie bramki w wygranym meczu z Realem Oviedo. Podczas gry w Hiszpanii zyskał przydomek La Perla Negra de Mali (czarna perła z Mali).
W 1976 roku po trzech latach pobytu w Walencji, Keita przeszedł do Sportingu, gdzie zastąpił popularnego napastnika zespołu, Hektora Yazalde. W ciągu trzech lat gry w Lizbonie, Keita zdobył z drużyną tylko Puchar Portugalii w 1978 roku. W 1979 roku, Keita wyjechał do Stanów Zjednoczonych grać w klubie New England Tea Men, w którym w roku 1980 w wieku 34 lat zakończył sportową karierę.

## Po zakończeniu kariery
W 1994 roku, Salif Keita otworzył w Mali popularną szkółkę piłkarską (nazwaną jego imieniem)In 1994, która w znacznym stopniu przyczyniła się do sukcesów reprezentacji tego kraju.
W 1995 roku, w Bamako założono klub Centre Salif Keita, nazwany jego imieniem.
W 1998 roku, gwinejski reżyser, Cheik Doukouré nakręcił film na temat życia i kariery Keity pt.”Le Ballon d’or”.
W czerwcu 2005 roku, Keita został wybrany na funkcję szefa Malijskiej Federacji Piłkarskiej. W 2006 roku, Afrykańska Federacja Piłkarska (CAF) umieściła go na liście 200 najlepszych afrykańskich piłkarzy wszech czasów w ostatnich 50 latach.

## Kariera reprezentacyjna
W 1963 roku, w wieku niespełna 17 lat, stał się najmłodszym zawodnikiem grającym w reprezentacji Mali. W 1972 roku, zdobył wraz z reprezentacją srebrny medal Puchar Narodów Afryki. Po tym turnieju Salif Keita ogłosił zakończenie kariery reprezentacyjnej.

## Sukcesy

### Stade Malien
- Puchar Mali: 1964, 1966

### Real Bamako
- Puchar Mali: 1967

### AS Saint-Étienne
- Mistrzostwo Francji: 1967/1968, 1968/1969, 1969/1970
- Puchar Francji: 1967/1968, 1969/1970

### Sporting CP
- Puchar Portugalii: 1978

### Reprezentacyjne
- Finał Pucharu Narodów Afryki: 1972

### Indywidualne
- Piłkarz Roku Afryki: 1970

## Życie prywatne
Keita jest wujkiem malijskiej gwiazdy, Seydou Keity, odnoszącego największe swe sukcesy z FC Barceloną oraz Mohameda Sissoko, znanego z gry w Valencii, Liverpoolu oraz w Juventusie.
Kuzyn Keity, Sidi Yaya Keita, również jest piłkarzem, grającym na pozycji pomocnika, znanym z występów we francuskich klubach.